# Strålefinnede fisk
De strålefinnede fisk (Actinopterygii) er en underklasse under hvirveldyrene og dækker 96 % af alle nulevende fiskearter. Gruppen dækker vidt forskellige fisk i farve, form og adfærd. Ål, laks og søheste er med i gruppen. Navnet kommer af at alle fiskene har finner, som stråler ud fra skelettet i modsætning til de kvastfinnede fisk, hvor musklerne sidder i finnerne. Tilsammen udgør de overgruppen benfisk sammen med lungefisk og de blå fisk. Som en gruppe spiller de strålefinnede fisk en stor rolle i økosystemerne i både ferskvand og saltvand, både som rovdyr og byttedyr.

## Oversigt
Actinopterygii placeres normalt under hvirveldyr , sammen med forældretaksonen Osteichthyes (benfisk) som en overgruppe. I nogle tilfælde listes Osteichthyes ikke som en overgruppe, men som en gruppe, mens Actinopterygii listes som en undergruppe.
Som gruppe er de strålefinnede fisk også vidt forskellige. Størrelsen varierer kraftigt fra den mindre undergruppe Paedocypris til den kæmpe klumpfisk. Fællestrækkene er bl.a. parrede finner, som afstives af en række benstråler. Det indre skelet består næsten udelukkende af benvæv og hvirvelsøjlen er helt forbenet.

### Diversitet
De strålefinnede fisk er yderst forskellige i form, farve, levested, adfærd m.m. De kan leve næsten alle steder i havet, og nogle af arterne kan også leve uden for vandet et stykke tid, plus dybder ned til 7.000 m. Actinopterygia kan svømme, kravle, svæve og være immobile.

### Fossiler
De tidligst kendte fossiler er Andreolepis hedei, som går 420 mio. år tilbage (sent i Silur). Denne mikrovertebrat er fundet i Rusland, Sverige og Estland. Selv om Actinopterygia også eksisterede i Devon, var de ikke dominerende i ferskvand før i Karbon, da de begyndte at invadere havene.

## Klassifikation
I følge Tree of Live web project: Teleostei og Lars Skipper: alverdens fisk Arkiveret 5. august 2003 hos  Wayback Machine er der følgende gruppering:
- Klasse: Strålefinnede fisk (Actinopterygii)
  - Orden Semionotiformes (gars)
  - Orden Amiiformes (bowfins)
  - Chondrostei
    - Orden Polypteriformes (bichirs)
    - Orden Acipenseriformes (støre, spadestøre)

  - Teleostei
    - Osteoglossomorpha
      - Orden Osteoglossiformes (bony tongues, etc)
      - Orden Hiodontiformes (mooneye, etc)

    - Elopomorpha
      - Orden Elopiformes (tarpons, etc)
      - Orden Albuliformes (bonefishes)
      - Orden Notacanthiformes (spiny eels)
      - Orden Ålefisk Anguilliformes (ål, muræne...)

    - Orden Sildefisk Clupeomorpha Clupeiformes (sild, stamsild, sardin, ansjos, brisling...)
    - Ostariophysi (Fisk som har det weberske apparat til at høre højfrekvente lyde med)
      - Orden Gonorhynchiformes
      - Orden Karpefisk Cypriniformes (elritse, karuds, brasen, suder, karpe, skalle, hvid skybjerg...)
      - Orden Characiformes (karpelaks, piratfisk, rød neon, sort neon...)
      - Orden Gymnotiformes (elektrisk ål...)
      - Orden Maller Siluriformes (Europæisk malle, Clarias batrachus, Plotosus anguillaris...)

    - Laksefisk Salmoniformes (laks, (stalling thymallus thymallus), (havørred salmo trutta, regnbueørred)...)
    - Esociformes
      - Geddefamilien Esocidae (gedde...)

    - Stenopterygii
      - Orden Ateleopodiformes (jellynosed fishes)
      - Orden Stomiiformes laksesildefisk: (dragonfishes & allies)

    - Cyclosquamata – Orden Aulopiformes Aulopider
    - Scopelomorpha – Orden Myctophiformes prikfisk: (lanternfishes)
    - Lampridiomorpha – Orden Lampridiformes båndfisk el. Lampriformes Lamproidei Stylephoroidei Trachipteroidei Veliferoidei (Sildekonge...)
    -  ?-Polymyxiomorpha – Orden Polymyxiformes (beardfishes)
    - Paracanthopterygii (kulmule, havtaske...)
      - Orden Percopsiformes (ørred? trout-perches...)
      - Orden Batrachoidiformes (toadfishes)
      - Orden Tudsefisk Lophiiformes (havtaske...)
      - Orden Torskefisk Gadiformes (torsk, hvilling, (kuller melanogrammus aeglefinus), sej, femtrådet havkvabbe...)
      - Orden Ophidiiformes (cusk eels, etc)

    - Acanthopterygii
      - Orden Mugiliformes multer
      - Orden Atheriniformes (stribefisk...)
      - Orden Hornfisk Beloniformes (flyvefisk...)
      - Orden Tandkarper Cyprinodontiformes (Guppy...)
      - Orden Stephanoberyciformes (pricklefishes, whalefishes, etc)
      - Orden Beryxfisk Beryciformes
      - Orden Sanktpetersfisk Zeiformes
      - Orden Hundestejler (Gasterosteiformes)
      - Orden snabelål Synbranchiformes
      - Orden fastkæbede fisk Tetraodontiformes ( (Pindsvinefisk Tetraodontidae)...)
      - Orden Fladfisk Pleuronectiformes (flynder, rødspætte, skrubbe, (Pighvar psetta maxima), (Søtunge solea solea), (helleflynder hippoglossus hippoglossus), (hellefisk reinhardtius hippoglossoides)...)
      - Orden Ulkefisk Scorpaeniformes (Dragehovedfisk, Stenfisk, ulk...)
      - Orden Pigfinnefisk Perciformes (aborre, guldmakrel, ciclide, ålekvabbe, havkat, makrel, hestemakrel, tun, barracuda...)

- Ukendt placering:
  - barber